# Timo K. Mukka

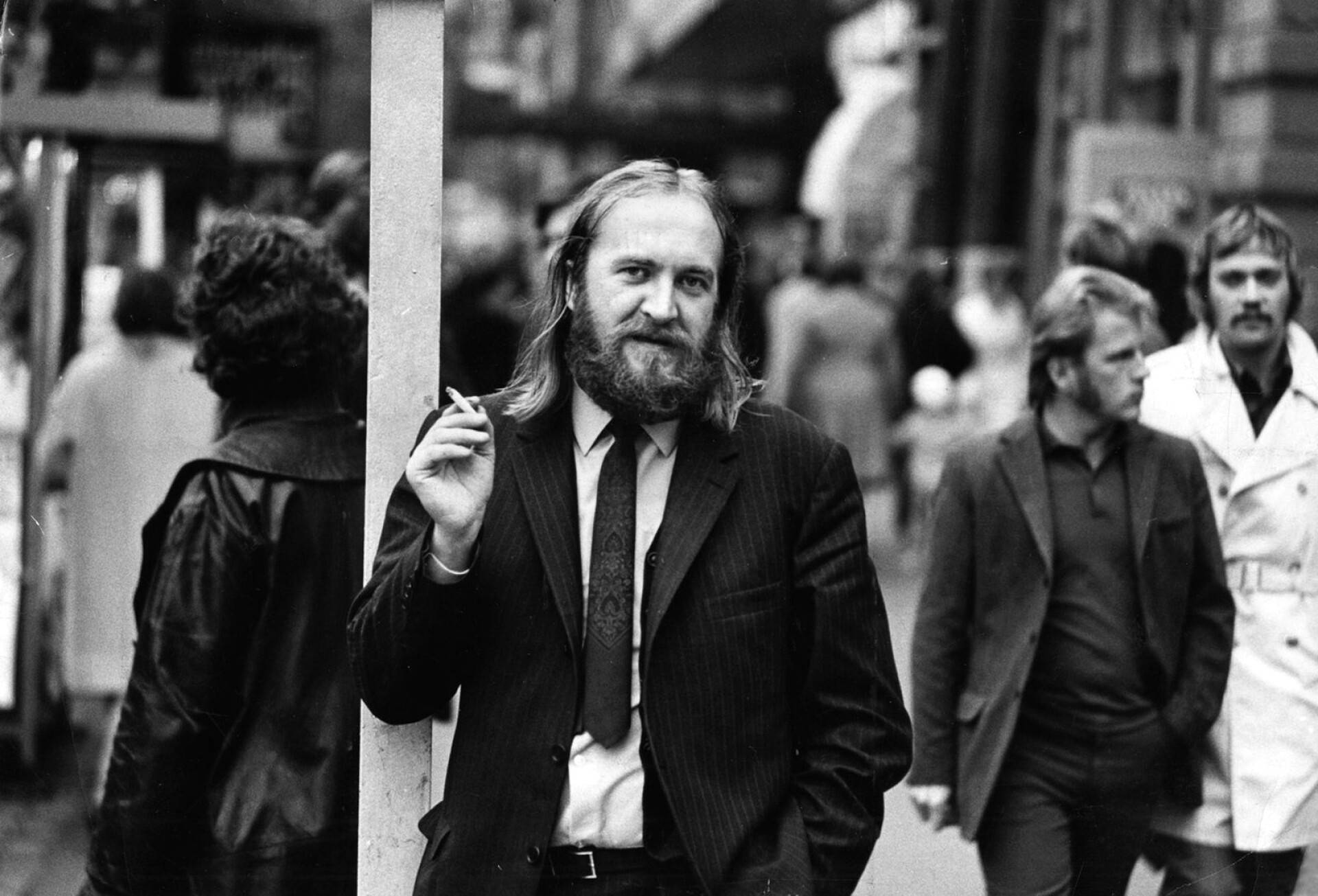
Timo K. Mukka

Timo Kustaa Mukka (17 de diciembre de 1944 — 27 de marzo de 1973) fue un autor finlandés que escribió sobre la vida de los habitantes de Laponia.

## Primeros años
Timo Mukka nació en Bollnäs, Suecia, ciudad a la que su familia había sido evacuada durante la Guerra de Laponia. Pasó su infancia en Orajärvi, un pueblo situado en Pello, en el norte de Finlandia. La concepción del mundo de Mukka estuvo profundamente marcada por la presencia en este lugar de comunistas y cristianos laestadianos, un grupo cristiano conservador luterano/de la rama del luteranismo fundado en la Laponia sueca.
Mukka enfermó de meningitis cuando tenía trece años. Aunque sobrevivió a la enfermedad, sufrió fuertes dolores de cabeza en los cuatro años siguientes. Durante este tiempo, Mukka cambió radicalmente de personalidad e incluso intentó suicidarse.
Una de las primeras influencias en la escritura de Mukka fue la serie de novelas Emily, la de Luna Nueva de Lucy Maud Montgomery. Mukka se sintió identificado desde el primer momento con aquella niña criada en un ambiente pobre que no quería otra cosa en la vida más que escribir, así que decidió convertirse él también en escritor. Envió su primer relato a la editorial Karisto cuando tenía trece años, pero fue rechazado. Pese a ello, continuó enviando cuentos y poemas a la editorial, siempre junto con una nota en la que decía que si no aceptaban alguno de los relatos, debían quemarlo.
Karisto dejó de contestar a los envíos de Mukka a principios de 1960, así que el finlandés envió su primera novela a otra editorial, Gummerus, que no aceptó el libro. Tras este rechazo, Mukka se sintió tan decepcionado que se planteó si realmente tenía madera de escritor.
En el otoño de 1961, Mukka, que tenía diecisiete años, se mudó a Helsinki para estudiar en la Academia de Bellas Artes y así poder convertirse en pintor. Sus estudios no duraron mucho, ya que abandonó la academia la primavera siguiente. Durante su estancia allí, conoció a Tuula Pekkola, con quien se casaría años más tarde. Mientras estaba en la Academia, escribió: «No me gustaban ni los métodos, ni los profesores, nada. Aquel año destrozó tanto mis hábitos de pintura que no he cogido un pincel desde entonces».
En ese mismo año, el cinco de junio, el padre de Mukka murió. Esta pérdida afectó durante mucho tiempo al escritor y es evidente en muchos de sus trabajos. Durante 1962 tuvo varios empleos, experimentó un breve despertar religioso y escribió diariamente a Tuula Pekkola. Su búsqueda espiritual terminó cuando finalmente, a través de una visión, logró asentar su concepción de la vida y la muerte. Antes de que acabase el año, comenzó su novela The Earth is a Sinful Song, que según explicó posteriormente a su editorial, era una cuidadosa descripción de estas concepciones.

## Carrera y vida posterior
A lo largo de su carrera, Mukka ha escrito nueve novelas en prosa lírica sobre las duras condiciones de la vida en Laponia, la región donde pasó la mayor parte de su vida. Estos libros fueron publicados entre 1964 y 1970.
A principios de los años sesenta surgió en la literatura finlandesa un movimiento literario de ficción espontáneo—confesional, fuertemente influenciado por las obras de Henry Miller. Sus dos representantes más prominentes fueron los «enfants terribles» de la literatura finlandesa moderna: el poeta y traductor Pentti Saarikoski y el autor Hannu Salama. Entre los escritores pertenecientes a este movimiento, Mukka es considerado el más original, además del más constante en su escritura.
En 1973, la revista finlandesa Hymy publicó un artículo sobre Mukka, que se cree que influyó en su fallecimiento prematuro.
Mukka murió en Rovaniemi, capital de la región de Laponia, Finlandia, en 1973.
La primera novela de Mukka, The Earth is a Sinful Song, fue llevada a las salas de cine en 1973 bajó el título The Land of Our Ancestors, siendo esta la primera película del director finlandés Rauni Mollberg. Desde su estreno en 1974, ha sido la cinta más vista en la historia del cine de Finlandia. Sin embargo, el Finnish National Film Board limitó su distribución.